# MF Gryf
MF Gryf – polski prom samochodowo-pasażerski (ROPAX). Jednostka należy do Polskiej Żeglugi Morskiej i pływa we flocie zarządzanej przez Unity Line. 
Początkowo, w latach 2005–2006 prom pływał ze Świnoujścia do Ystad; od 2007 przeniesiony na trasę Świnoujście – Trelleborg. W każdy rejs może zabrać 100 samochodów ciężarowych (do 17,5 m) oraz 180 pasażerów, dla których przygotowano 144 miejsca w 70 kabinach. Oprócz kabin, na promie do dyspozycji znajduje się kafeteria i kawiarnia, kasyno, bar oraz sklepy.
W polskiej flocie promowej nowy MF „Gryf” jest „spadkobiercą” nazwy i tradycji starego promu o tej nazwie, który wyruszył w pierwszy rejs pod polską banderą ze Świnoujścia 20 czerwca 1967 roku. Był to motorowy prom pasażersko-samochodowy zbudowany w Niemczech w 1962 roku, jako m/f „Hansa Express”. Dokładny opis tego statku znajduje się w kwietniowym numerze „Morza” z roku 1973 (w rubryce „Pod polską banderą”, prowadzonej przez red. naczelnego miesięcznika – Jerzego Micińskiego). W roku 1973 m/f „Gryf” (zakupiony od armatora z Finlandii, u którego pływał pod nazwą „Finndana”) zainaugurował obsługę serwisu promowego z Gdańska do Helsinek. Został również „uwieczniony” w ostatnim odcinku polskiego serialu telewizyjnego „SOS” z 1975 roku. Podczas kilku pierwszych lat swojej służby pod polską banderą m/f „Gryf” pływał pod znakami PŻM, gdzie był jedynym statkiem o białym kolorze kadłuba. Po kilku latach prom przeszedł do floty PLO, a później – pod znak PŻB, gdzie pływał do końca swojej służby. Statek sportretowano na wielu pocztówkach, w tym jednej tzw. „trójwymiarowej” oraz jednej malowanej (przez Adama Werkę) w ramach reklamowej serii PŻB.